# Danh sách cuộc biểu tình tại Hồng Kông tháng 9 năm 2019
Dưới đây là danh sách các cuộc biểu tình tại Hồng Kông năm 2019 vào tháng 9.

## Diễn biến

### Phong tỏa đồn cảnh sát ngày 1 đến ngày 6 tháng 9
Một số người biểu tình đã tập trung quanh các đồn cảnh sát hàng ngày vào tháng 9. Cảnh sát đã bắt giữ ít nhất 2 người ở Vượng Giác vào ngày 2 tháng 9 và nhiều ngày nữa vào sáng hôm sau. Một người biểu tình bị thương và bị cảnh sát bắt giữ sau khi hỏi cảnh sát "lương tâm của anh ở đâu?" Ông bị bắt vì "gây rối loạn ở nơi công cộng". người trước đây đã bị bắt vì sở hữu bút laser, đã bị cảnh sát bắt vì tội trộm cắp. Anh được thả vô điều kiện vào ngày hôm sau.
Sau khi biểu tình ở Kim Chung, một số người biểu tình đã chuyển sang bao vây đồn cảnh sát Vượng Giác. Họ chiếm một con đường ở Hoàng Đại Tiên trong một thời gian ngắn, trước khi lên xe buýt. Xe buýt sau đó đã bị cảnh sát chặn lại, yêu cầu hành khách giơ tay. Trong quá trình hoạt động, cảnh sát yêu cầu các phóng viên lùi lại 10 mét. Các phóng viên sau đó đặt câu hỏi về lý do. Các sĩ quan cảnh sát cảnh báo rằng việc không tuân thủ có thể có nghĩa là cản trở cảnh sát trong việc thực thi các nhiệm vụ hợp pháp của họ.
Cùng lúc đó, cảnh sát đã chặn và đánh hai người đàn ông trong trạm MTR Thái Tử. Một người bất tỉnh. Những người qua đường yêu cầu giải thích từ các sĩ quan cảnh sát, người đã kéo anh ta mặc dù anh ta bất tỉnh. Một số trong số họ sau đó đã bị cảnh sát chống bạo động xịt hơi cay. Cảnh sát từ chối mở còng tay, bất chấp yêu cầu từ người đầu tiên. Người y tá đặt câu hỏi liệu bắt giữ hay cứu mạng là quan trọng hơn.
Vào ngày 6 tháng 9, những người biểu tình quay trở lại nhà ga Thái Tử và yêu cầu Tập đoàn MTR công bố đoạn phim CCTV về cuộc biểu tình ngày 31 tháng 8. Cuộc biểu tình diễn ra giữa lúc có tin đồn trên mạng rằng hành động của cảnh sát đã gây ra cái chết. Một phụ nữ trẻ quỳ bên ngoài phòng điều khiển của nhà ga để kêu gọi các nhân viên bên trong phát hành đoạn phim, trong khi những người khác đặt những bông hoa trắng bên ngoài nhà ga. Đáp lại, Tập đoàn đã đóng cửa nhà ga, với lý do lo ngại về an ninh. Người biểu tình cũng bao vây đồn cảnh sát Vượng Giác. Cảnh sát chống bạo động đã triển khai hơi cay và vòng túi đậu để giải tán người biểu tình. Những người biểu tình sau đó rút lui về phía nam dọc theo đường Nathan. Nó đã được báo cáo những người biểu tình đã chuyển đến các trạm MTR và phá hoại các tài sản ở đó.

### Tổng đình công ngày 2 – 3 tháng 9
Một cuộc biểu tình để khởi động cuộc tổng đình công kéo dài hai ngày đã được tổ chức tại Công viên Thiên Mã. 40.000 công nhân đã tham dự, đoàn kết với phong trào phản kháng và gây áp lực cho chính phủ để giải quyết năm yêu cầu. Những người tham dự cáo buộc rằng một chiếc trực thăng bay phía trên đã phun bột huỳnh quang lên người họ.

### Ngày 2 – 9 tháng 9: Sinh viên bãi khóa
Ngày đầu tiên của năm học mới, nhiều trường học tiểu học đóng cửa vì cảnh báo bão. Tuy nhiên, hàng nghìn học sinh, sinh viên của gần 200 trường học ở Hồng Kông không đến lớp trong ngày khai giảng hôm nay để ủng hộ biểu tình. Các nhà tổ chức ước tính ít nhất 9.000 học sinh, sinh viên vào buổi sáng tham gia cuộc bãi khóa dự kiến kéo dài đến ngày mai và có thể được tổ chức một lần mỗi tuần.
Vụ bãi khóa diễn ra vào ngày đầu tiên học sinh, sinh viên Hồng Kông trở lại trường sau kỳ nghỉ hè. Trước đó, nhiều người cho rằng việc năm học mới bắt đầu sẽ chấm dứt gần ba tháng biểu tình ở Hồng Kông, với thành phần tham gia chủ yếu là học sinh, sinh viên.
Các học sinh trung học tập hợp trước cổng trường, mặc đồng phục, đội mũ bảo hộ, đeo khẩu trang, giơ các biểu ngữ thể hiện sự ủng hộ với các cuộc biểu tình phản đối dự luật dẫn độ. Một số sinh viên tụ tập bên ngoài Đại học Hồng Kông Trung Quốc và giơ biểu ngữ "Sinh viên đoàn kết bãi khóa vì thành phố". Tổng thư ký Hành chính Hồng Kông Trương Kiến Tôn (Matthew Cheung) nói rằng trường học không phải nơi biểu tình.
Hàng trăm người sau đó dồn về ga tàu điện Đông Dũng, phía tây bắc đảo Đại Tự Sơn để thực hiện "hành vi phá hoại diện rộng" trong nhà ga. Để giải tán đám đông, cảnh sát đã xịt hơi cay để giải tán đám đông sau khi hàng ngàn học sinh, sinh viên và lao động bãi khóa, tổ chức đình công để phản đối chính quyền đặc khu.
Vào ngày 9 tháng 9, sinh viên và cựu sinh viên từ các trường đại học công lập và hơn 120 trường trung học trên khắp Hồng Kông đã hình thành chuỗi con người vào sáng sớm. Trong sự kiện này, một người đàn ông trung niên cầm dao và làm giáo viên bị thương. Các học sinh của trường trung học Ca Mật cũng đã gửi đơn đến cảnh sát sau khi cảnh sát bắt giữ các học sinh và cựu sinh viên của họ, làm bị thương một trong số họ, vào ngày 7 tháng 9. Liên minh Học sinh Bãi khoá Hồng Kông cam kết rằng nếu chính phủ không đáp ứng năm yêu cầu cốt lõi trước ngày 13 tháng 9, Liên minh sẽ leo thang hành động của họ.

### Ngày 1 tháng 9

#### Biểu tình ở sân bay
Sau cuộc đụng độ giữa người biểu tình và cảnh sát trong cuộc biểu tình ngày 31 tháng 8, một cuộc biểu tình theo kế hoạch đã được tổ chức gần sân bay quốc tế Hồng Kông. Chính quyền sân bay trước đó đã có được lệnh cấm của tòa án chỉ cho phép hành khách có vé và nhân viên sân bay vào. Hàng trăm người tập trung bên ngoài sân bay quốc tế Hồng Kông, gây cản trở giao thông, tiếp diễn chuỗi ngày biểu tình phản đối chính quyền đặc khu. Người biểu tình dựng rào chắn và cảnh sát chống bạo động đã đến và giải tán một số người biểu tình. Trong một thông báo, cảnh sát cảnh báo đám đông tập trung ở sân bay là bất hợp pháp và sẽ sớm tiến hành "chiến dịch giải tán". Tuy nhiên, người biểu tình tiếp tục cố thủ, hô hào khẩu hiệu phản đối chính quyền đặc khu trước sự hiện diện dày đặc của lực lượng cảnh sát chống bạo động trong sân bay.

#### Biểu tình hộ chiếu BNO
Một cuộc biểu tình được tổ chức bởi Quyền bình đẳng cho nhóm quốc tế Anh ở nước ngoài đã xảy ra bên ngoài Lãnh sự quán Anh tại Hồng Kông. Khoảng 300 nhà hoạt động, một số người vẫy cờ Hồng Kông thuộc Anh, yêu cầu họ nhận được đầy đủ quốc tịch Anh và hộ chiếu Anh đầy đủ để thay thế hộ chiếu hạng hai (quốc tịch Anh) của họ. Craig Choy, phát ngôn viên của nhóm tuyên bố "người dân ở Hồng Kông cảm thấy ngày càng tuyệt vọng và xem các cuộc biểu tình là một kết thúc. Nâng cấp quyền của người giữ hộ chiếu BNO, hoặc mở rộng chương trình thị thực cho những người trẻ tuổi, sẽ giúp làm dịu tình hình."

### Ngày 2 tháng 9: Biểu tình ở các bệnh viện công
Sau khi cảnh sát ngăn những người sơ cứu chữa trị cho những người bị thương sau khi cảnh sát xông vào và nhốt nhà ga Prince Edward vào ngày 31 tháng 8, các nhân viên của Bệnh viện Queen Mary, đã thành lập một chuỗi người tương tự như Con đường Hồng Kông vào ngày 2 tháng 9. Ban tổ chức tuyên bố rằng 400 nhân viên đã tham gia. Các cuộc biểu tình khác cũng diễn ra tại nhiều bệnh viện tại Hồng Kông.

### Ngày 4 tháng 9: Biểu tình ở trạm MTR
Vào ngày 4 tháng 9, để phản đối việc đóng cửa nhà ga vào ngày 31 tháng 8, công dân đã tập trung tại trạm MTR Bảo Lâm. Họ yêu cầu một lời giải thích từ người giám sát của trạm. Người giám sát được cho là đã chạy trốn, và những người biểu tình bắt đầu phá hoại máy bán vé và cổng vào. Người đó sau đó trở về, nhưng đã bị tấn công và phải nhập viện. Sau vụ việc, Liên đoàn Công đoàn Đường sắt Hồng Kông đã kêu gọi chính phủ điều động thêm cảnh sát để bảo vệ cho nhân viên MTR. Tập đoàn MTR cũng lên án mạnh mẽ các cuộc tấn công.
Vào ngày 5 tháng 9, căng thẳng đã gia tăng gần ga Khanh Khẩu khi một nhóm người biểu tình đối đầu với cảnh sát chống bạo động. Người biểu tình hét lên tiếng hô cảnh sát và chiếu tia laser vào trong nhà ga. Nỗ lực tìm kiếm khu vực gần đó của cảnh sát đã khiến nó phải đối đầu với cư dân của vườn Bảo Doanh, người đã tức giận vì sự phiền toái do cảnh sát gây ra.
Ngày 8 tháng 9, người biểu tình dựng rào chắn, đập phá cửa sổ, đốt lửa trên phố và ga tàu điện ngầm ở khu trung tâm thành phố tối. Khu trung tâm Hồng Kông, nơi tập trung các ngân hàng, cửa hàng trang sức và những thương hiệu hàng đầu, tràn ngập hình vẽ graffiti, kính vỡ và gạch bị dỡ ra từ vỉa hè khi người biểu tình tiếp tục xuống đường để gây sức ép với chính quyền thành phố. Cuộc biểu tình kết thúc lúc 17h30 (giờ địa phương), song cảnh sát chống bạo động được triển khai sau khi một số nhóm biểu tình cực đoan ngoan cố ở lại trên đường phố, phá hoại ga tàu điện ngầm và đốt rào chắn tạm.

### Ngày 8 tháng 9: Tập trung trước lãnh sự quán Mỹ
Hàng nghìn người biểu tình tập trung trước lãnh sự quán Mỹ ở Hồng Kông để kêu gọi Washington thông qua đạo luật ủng hộ thành phố. Nhiều nhóm biểu tình ở Hồng Kông tuần hành tới công viên Chater Garden ở quận trung tâm trước khi tới lãnh sự quán Mỹ vào buổi trưa.

### Biểu tình ủng hộ Bắc Kinh 12–14 tháng 9
Vào ngày 12 tháng 9, khoảng 1000 người ủng hộ Bắc Kinh đã tập trung tại trung tâm mua sắm IFC để hát Quốc ca Trung Quốc. Ngoài ra, 100 người ủng hộ Chiến dịch Bảo vệ Hồng Kông đã biểu tình bên ngoài Tòa án Thượng thẩm, tuyên bố rằng các thẩm phán được cho là đã giúp đỡ những người phạm tội bằng cách bảo lãnh họ. Họ cũng yêu cầu Chánh án Geoffrey Ma Tao-li từ chức. Họ mang những dấu hiệu với dòng chữ: "Cảnh sát bắt và mang những tấm bảng với dòng chữ: "Cảnh sát bắt người, tòa án thả người". Tuy nhiên, Lâm Trịnh Nguyệt Nga, Hiệp hội Luật sư Hồng Kông và Hiệp hội Pháp luật đã trả lời bằng cách nói rằng các Thẩm phán chỉ tuân theo luật pháp & độc lập tư pháp là những giá trị cốt lõi của Hồng Kông do đó không có lý do nào để gây áp lực lên các thẩm phán.
Vào ngày 14 tháng 9, khoảng 100 người ủng hộ Bắc Kinh đã leo lên Sư Tử Sơn vào buổi sáng để vẫy cờ Trung Quốc và Hồng Kông.

### 13 tháng 9: Chuỗi người vào Tết trung thu

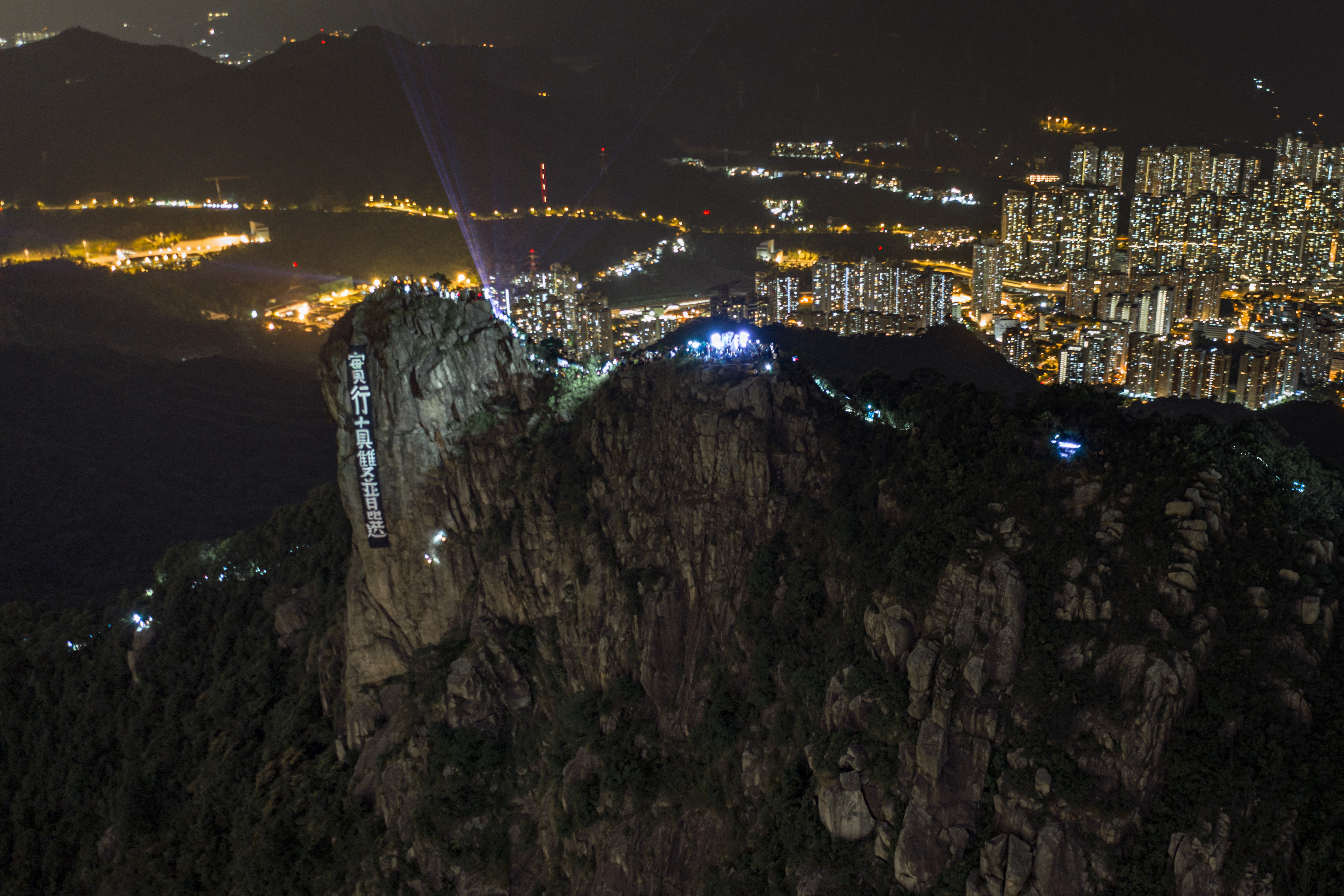
Người biểu tình đã tạo thành chuỗi người trên Sư Tử Sơn vào ngày 13 tháng 9.

Trùng với Tết Trung thu cổ truyền, những người biểu tình đã leo lên Sư Tử Sơn ở Cửu Long và núi Thái Bình trên đảo Hồng Kông để tạo thành hai chuỗi con người và thắp sáng bầu trời Hồng Kông bằng những ngọn đuốc và bút laser. Người biểu tình cũng tập trung tại nhiều công viên khác nhau ở Hồng Kông và gần Trại giam Lai Chi Kok, nơi giam giữ những người bị bắt giữ, để trưng bày những chiếc đèn lồng được đánh dấu bằng thông điệp ủng hộ dân chủ, hát bài ca biểu tình "Nguyện vinh quang quy Hương Cảng" và hô khẩu hiệu.
Sau khi tham dự một lễ hội kỷ niệm Quốc khánh Trung Quốc tại Tsing Yi, Bộ trưởng Hiến pháp và Đại lục Patrick Nip đã bị khoảng 50 người biểu tình gài bẫy, một số trong đó ném đồ vật vào xe của anh ta. Cảnh sát chống bạo động sau đó đã đến để giải tán đám đông.

### Buổi đối thoại ngày 26 tháng 9
Lâm đã gặp các thành viên của công chúng tại Sân vận động Queen Elizabeth ở Loan Tể. Theo Hong Kong Free Press, Lâm "phải đối mặt với hơn hai giờ" bởi phần lớn những người tham dự đã nêu lên mối quan ngại và chỉ trích về Lực lượng cảnh sát Hồng Kông và yêu cầu đạt được quyền bầu cử phổ thông đầu phiếu. 20.000 người đăng ký tham dự phiên đối thoại, mặc dù chỉ có 150 người được lựa chọn ngẫu nhiên. Một đám đông lớn cũng tụ tập bên ngoài địa điểm để hô vang khẩu hiệu. Lâm bị mắc kẹt trong sân vận động bởi những người biểu tình đợi bên ngoài trong 4 giờ trước khi bà và các sĩ quan chính phủ khác rời khỏi tòa nhà.
Reuters đã mô tả phiên đối thoại là "không phải là sự minh oan mà nhiều người dự đoán". Tuy nhiên, các nhà phê bình không chắc chắn những gì Lâm có thể đưa ra trong các phiên đối thoại này vì một đặc phái viên Trung Quốc trước đó đã khẳng định rằng chính phủ Đặc khu hành chính Hồng Kông sẽ không nhượng bộ thêm nữa.

### Cuộc biểu tình đoàn kết ngày 27 tháng 9
Theo ban tổ chức, 50.000 người đã tham gia một cuộc mít tinh tại Chater Garden, Trung Hoàn để đoàn kết với những người biểu tình bị giam giữ tại Trung tâm tổ chức San Uk Ling, nơi những người biểu tình bị cảnh sát cáo buộc ngược đãi và lạm dụng tình dục.

### Cuộc biểu tình ngày 28 tháng 9
Một cuộc mít tinh đã được Mặt trận Nhân dân về Nhân quyền tổ chức để kỷ niệm 5 năm ngày bắt đầu cuộc Cách mạng Ô dù trong đêm 28 tháng 9. Trước cuộc biểu tình, một sự kiện mang tên "Quang phục Hồng Kông, Cách mạng Tường Lennon", trong đó những người biểu tình dán các biển hiệu và nhãn dán ở Vịnh Đồng La, Loan Tể và Trung Hoàn, đã được tổ chức. Những người biểu tình đã giăng biểu ngữ hiển thị cụm từ "Chúng tôi đã trở lại", tham khảo khẩu "Chúng tôi sẽ trở lại" được dựng lên trong khi kết thúc cuộc Cách mạng Ô dù. Sau khi cuộc biểu tình bắt đầu, những người biểu tình bắt đầu chiếm đường Hạ Xác và hát bài "Nguyện vinh quang quy Hương Cảng" và một phiên bản sửa đổi của "Chandelier" lên án sự tàn bạo của cảnh sát. Các nhà tổ chức tuyên bố rằng 300.000 người đã tham dự cuộc biểu tình, trong khi cảnh sát chỉ đưa ra con số là 8.440.

Sau cuộc biểu tình, căng thẳng bắt đầu leo thang, người biểu tình ném gạch và bom xăng về phía Trụ sở Chính phủ, trong khi cảnh sát triển khai xe chở nước và bắn hơi cay để giải tán người biểu tình. Sau cuộc xung đột, cảnh sát đã bắt đầu một cuộc truy tìm quy mô lớn bằng cách tìm kiếm hành khách xe buýt trên đảo Hồng Kông và gần Đường hầm xuyên cảng ở Hồng Khám. 

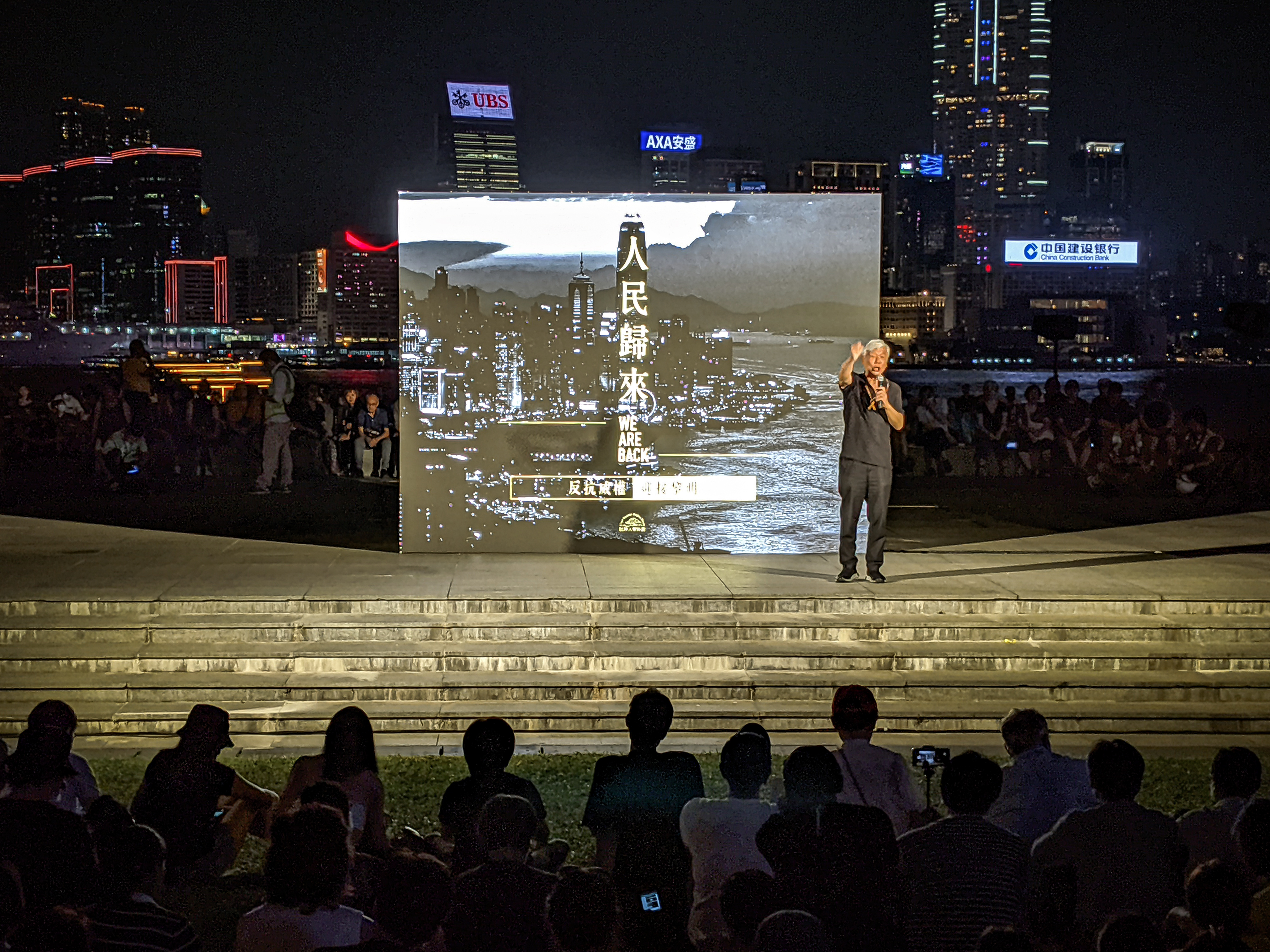
Chu Yiu-ming - một trong những người khởi xướng chiến dịch Chiếm lĩnh Trung Hoàn với Tình yêu và Hòa bình đã phát biểu trong cuộc biểu tình
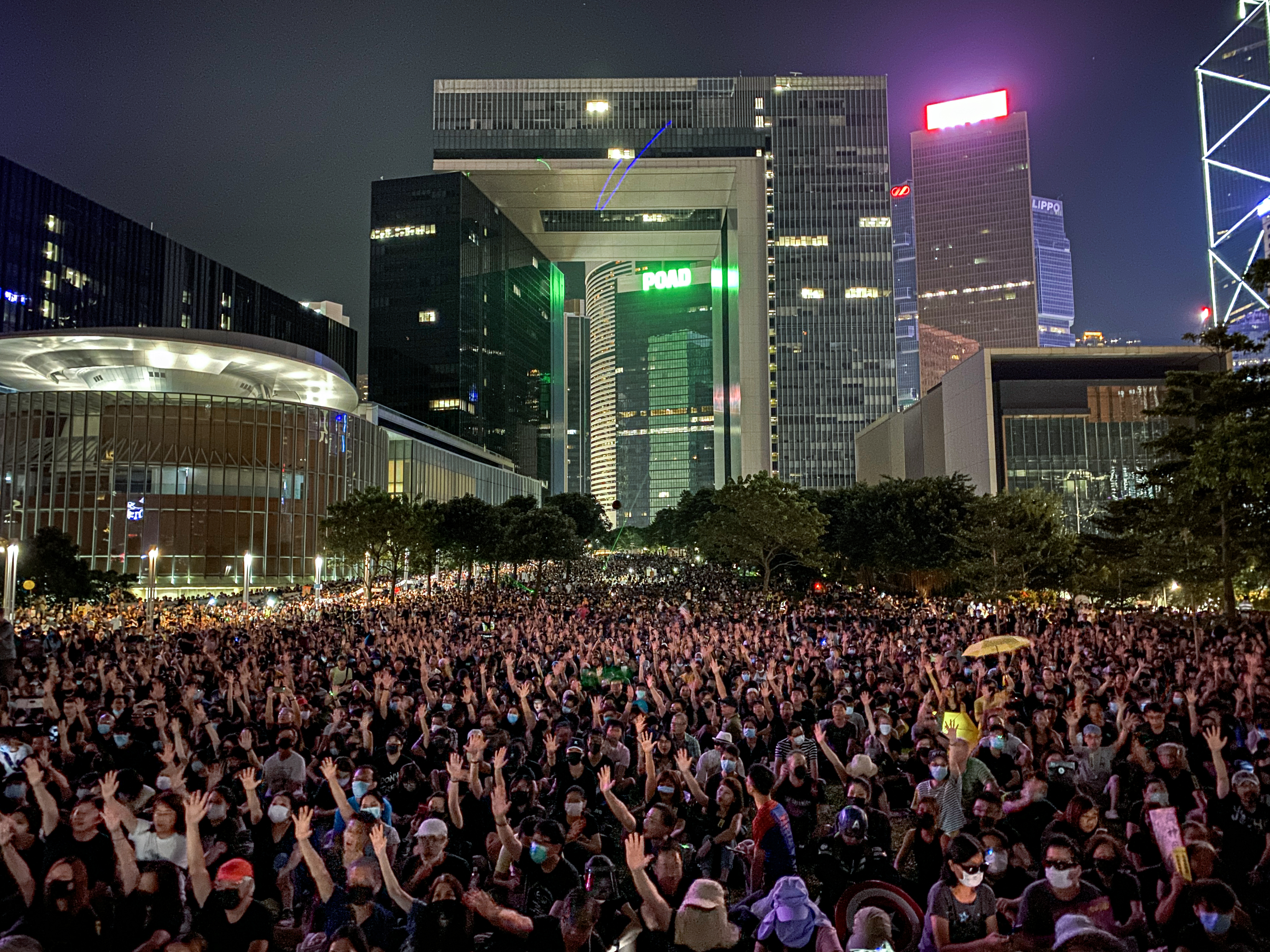
Người biểu tình giơ lòng bàn tay khi họ hô vang khẩu hiệu "Năm yêu cầu, không thiếu một cái".
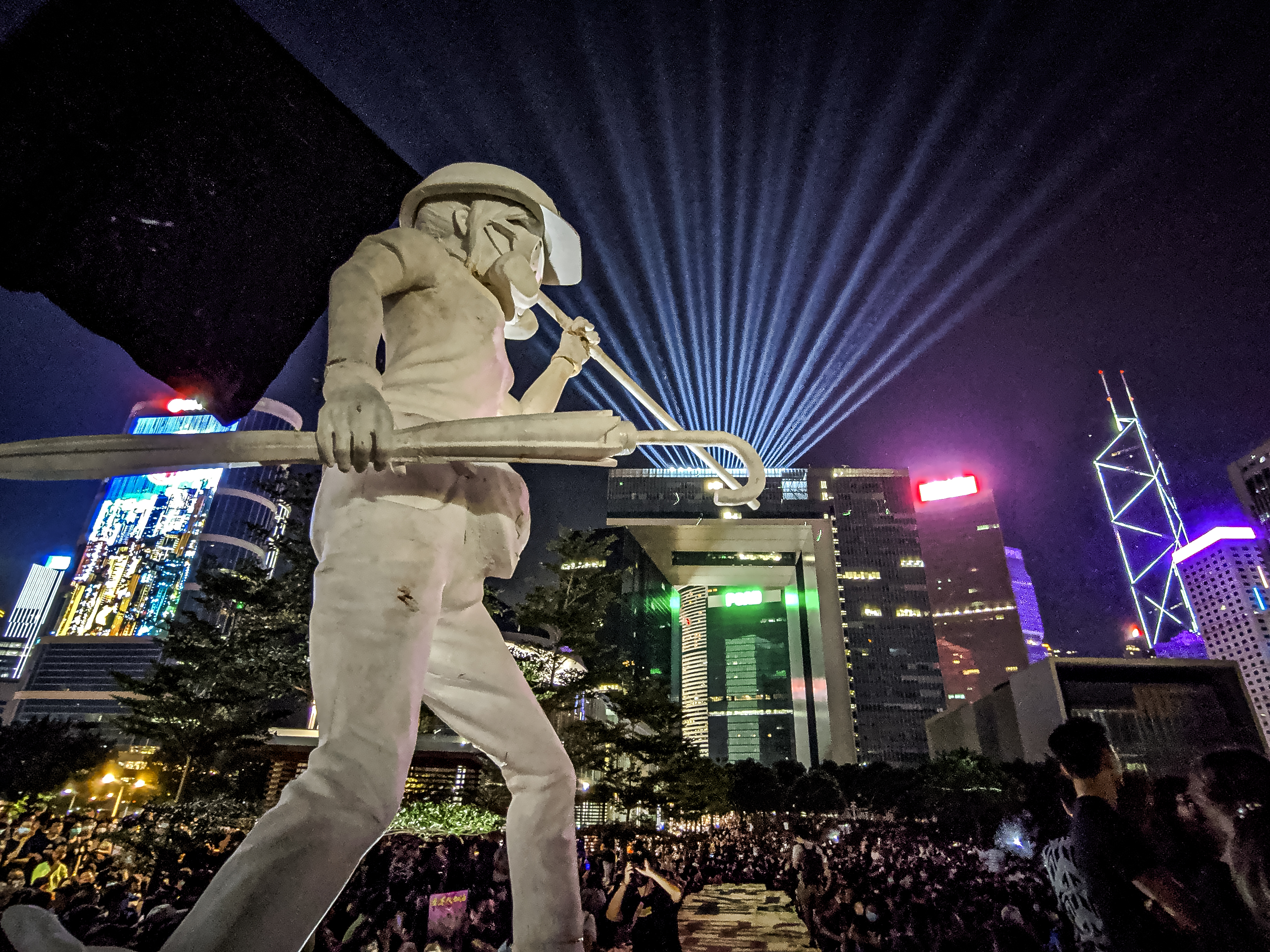
Bức tượng Quý bà Tự do Hồng Kông trong cuộc biểu tình.
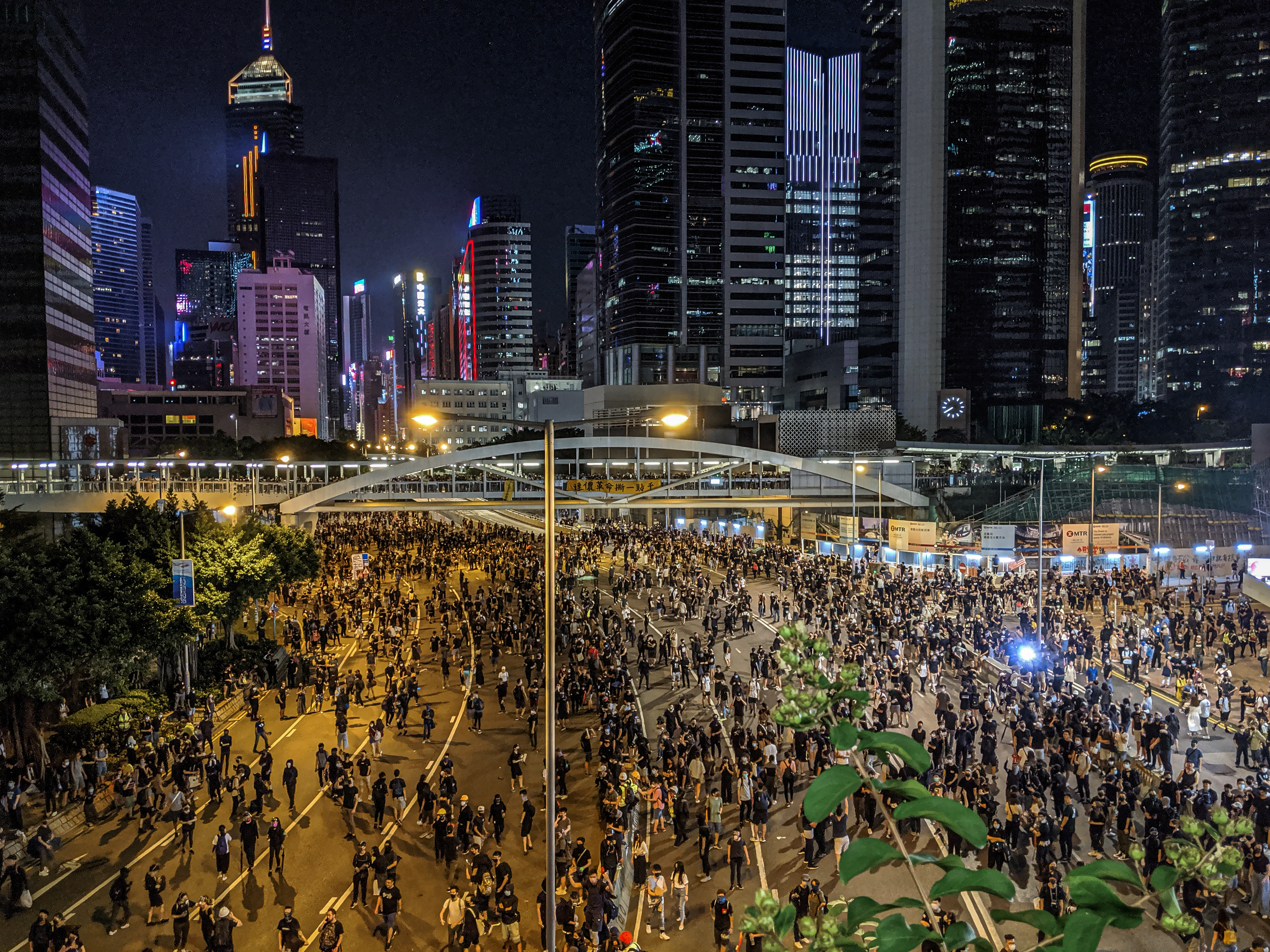
Tương tự như cuộc Cách mạng Ô dù, người biểu tình chiếm đường Hạ Xác
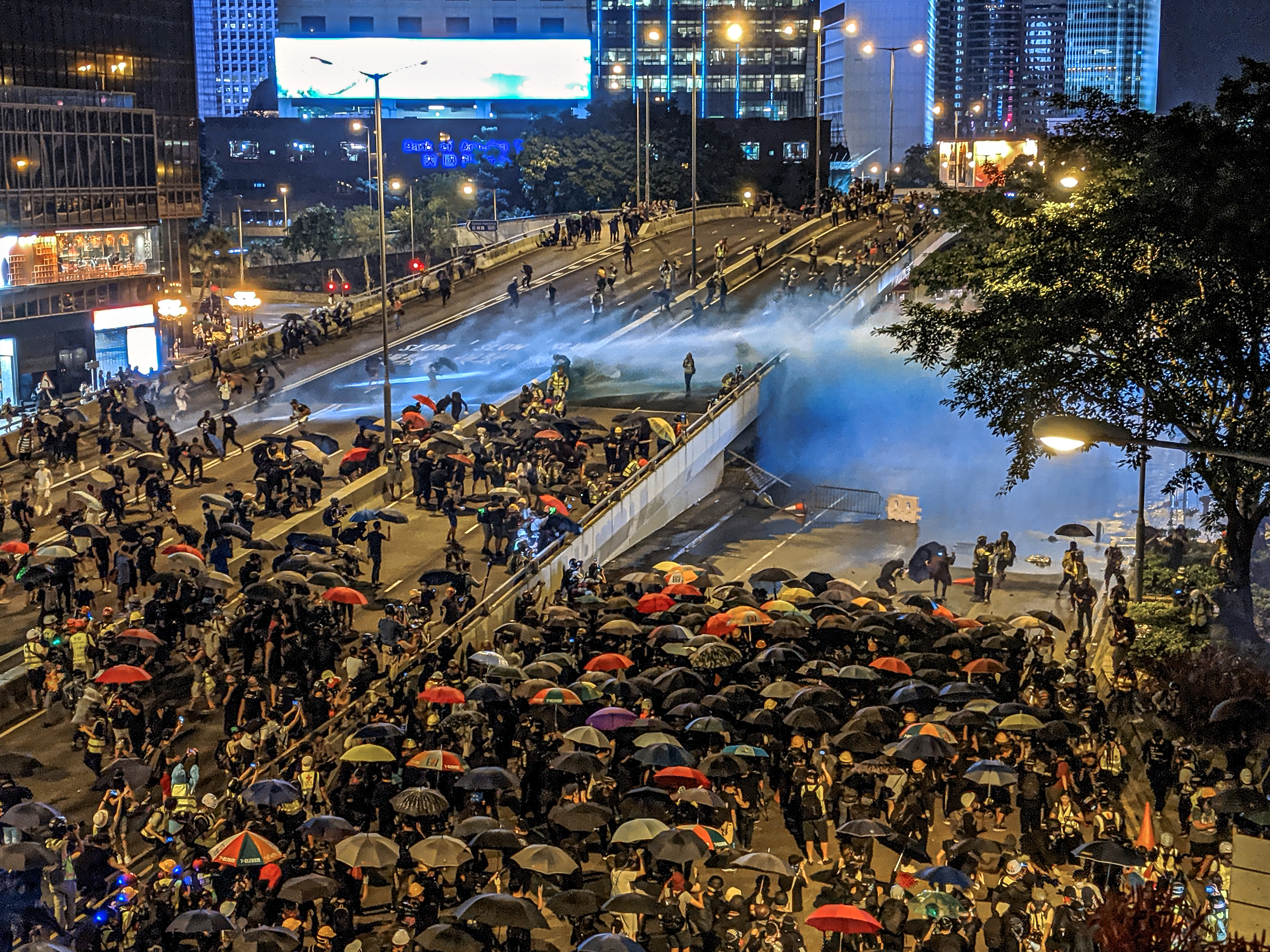
Cảnh sát đã triển khai xe bắn vòi rồng để giải tán người biểu tình.

### 29 tháng 9: Cuộc biểu tình phản đối Đảng Cộng sản Trung Quốc
Hàng ngàn người đã tuần hành trên đường phố của đảo Hồng Kông để lên tiếng phản đối chính phủ Trung Quốc. Người biểu tình giữ những tấm bảng với cụm từ "Nói không với Chinazi" và hô khẩu hiệu như "Hãy đứng lên với Hồng Kông, đấu tranh cho tự do" và xé bỏ những dấu hiệu kỷ niệm 70 năm thành lập nước Cộng hòa Nhân dân Trung Hoa. Cảnh sát đã cố gắng giải tán đám đông trước khi cuộc biểu tình bắt đầu bằng cách bắn những hộp hơi cay, mặc dù họ đã không ngăn được những người tuần hành. Cuộc tuần hành leo thang thành xung đột dữ dội. Cảnh sát đã sử dụng đạn cao su và hơi cay để giải tán người biểu tình trong khi một số người biểu tình ném gạch và bom xăng. Hơn 100 người đã bị cảnh sát bắt giữ. Cảnh sát đã bị buộc tội sử dụng một người bị bắt làm lá chắn người. Nhà báo người Indonesia Vither Mega Indah cũng cáo buộc cảnh sát đã làm mù mắt vĩnh viễn sau khi nó bị vỡ bởi một viên đạn cao su.

Các cuộc biểu tình đoàn kết được tổ chức tại 40 thành phố trên khắp thế giới. Ca sĩ Hồng Kông và nhà hoạt động dân chủ Denise Ho đã bị tấn công bằng sơn đỏ trong một cuộc biểu tình ở Đài Bắc, với kẻ tấn công sau đó được xác định là thành viên của Đảng Xúc tiến Thống nhất Trung Quốc. 

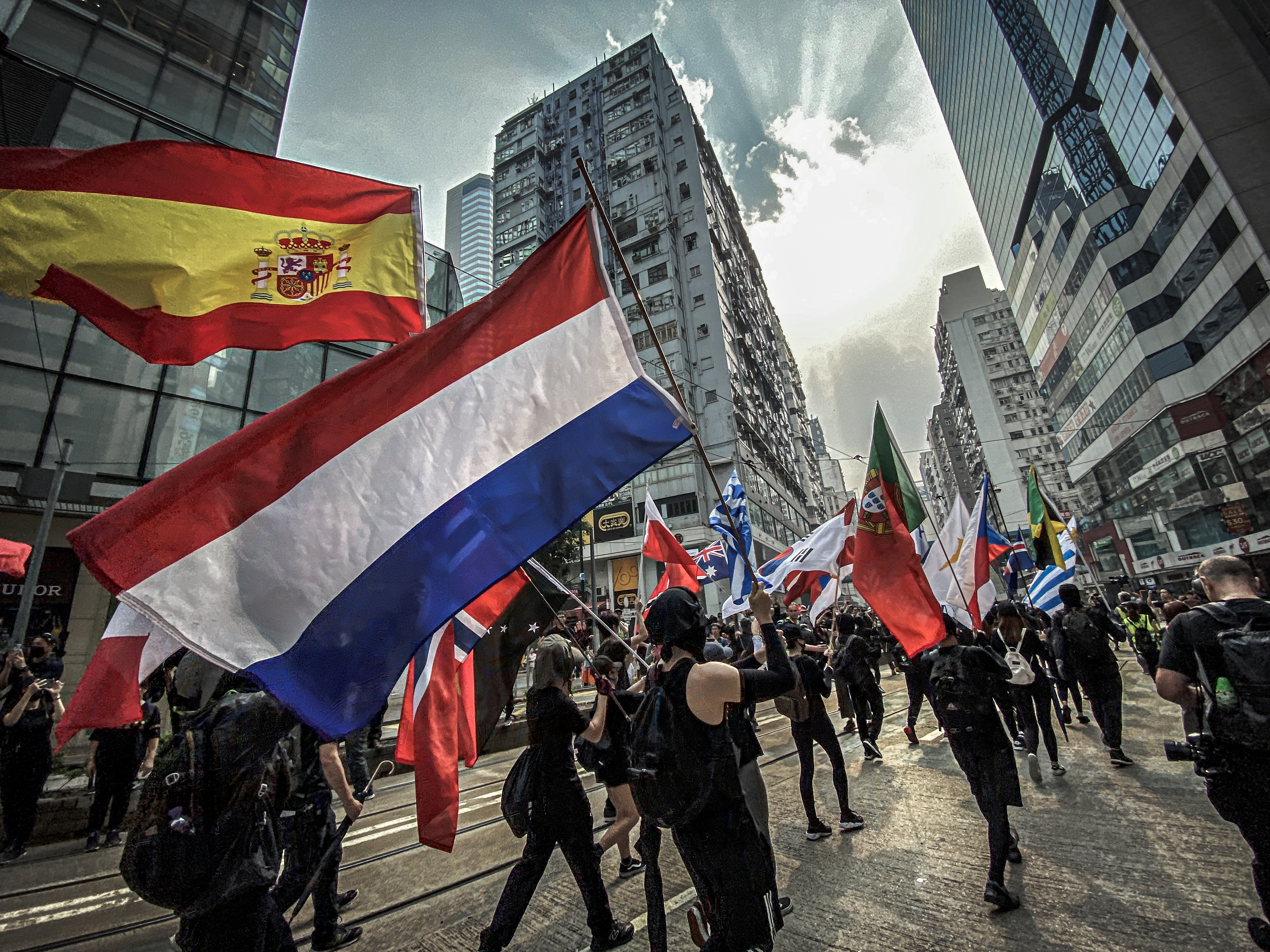
Người biểu tình vẫy cờ của nhiều quốc gia khác nhau trong cuộc biểu tình
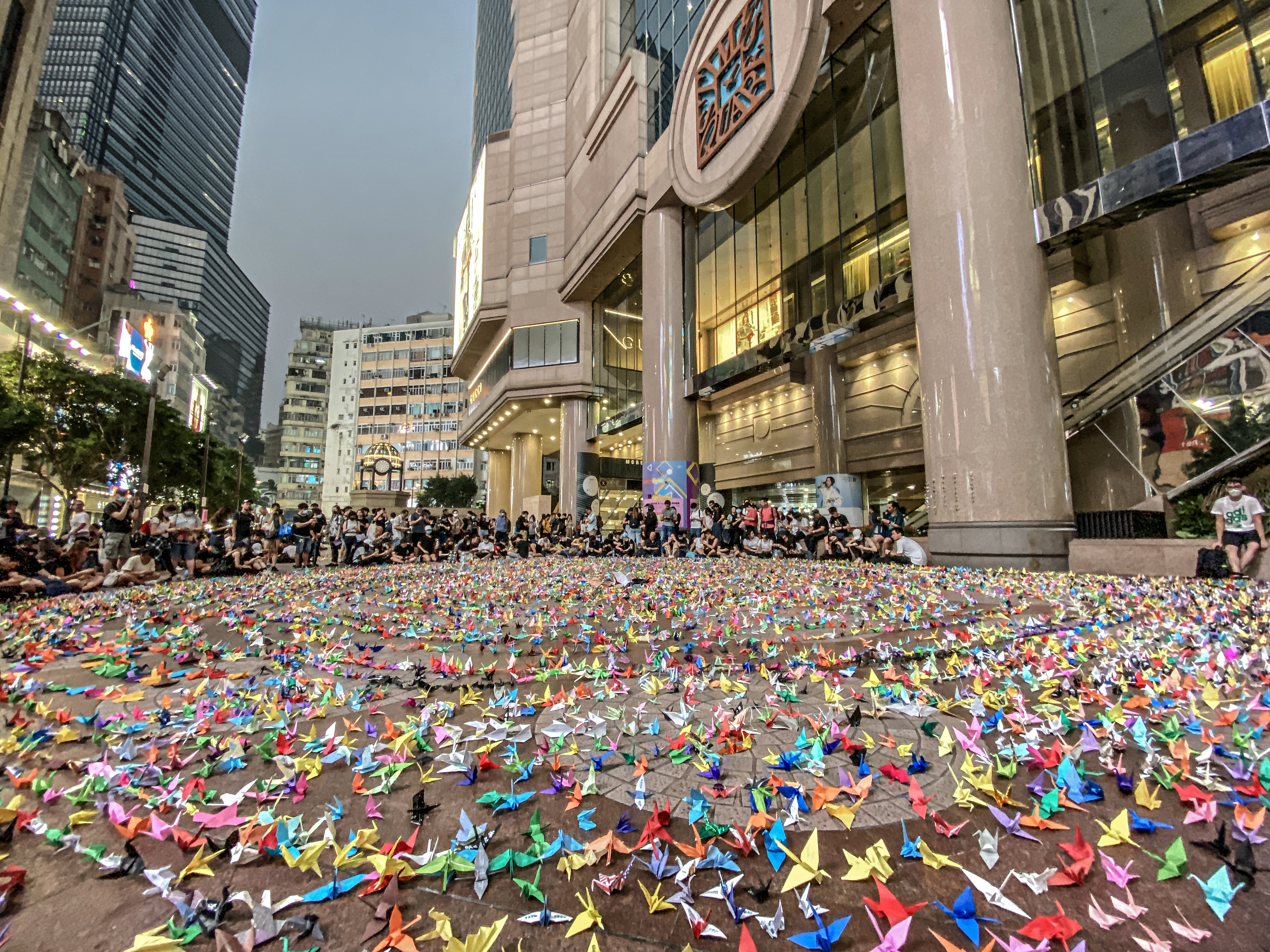
Hàng ngàn con hạc giấy origami có tên "freenix" đã được gấp lại và hiển thị bởi những người biểu tình ôn hòa ở gần Quảng trường Thời Đại
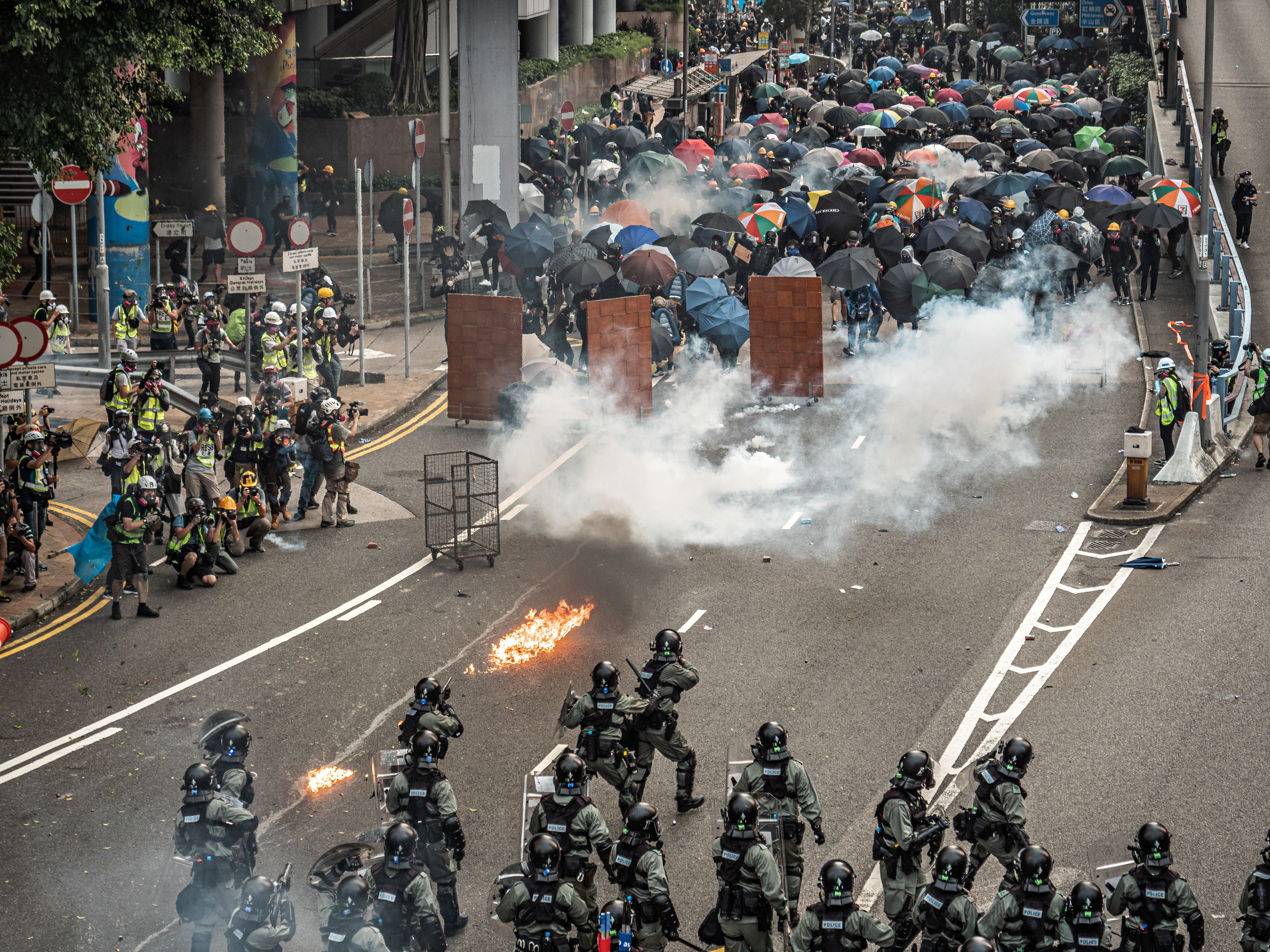
Cảnh sát đã dùng hơi cay để giải tán người biểu tình
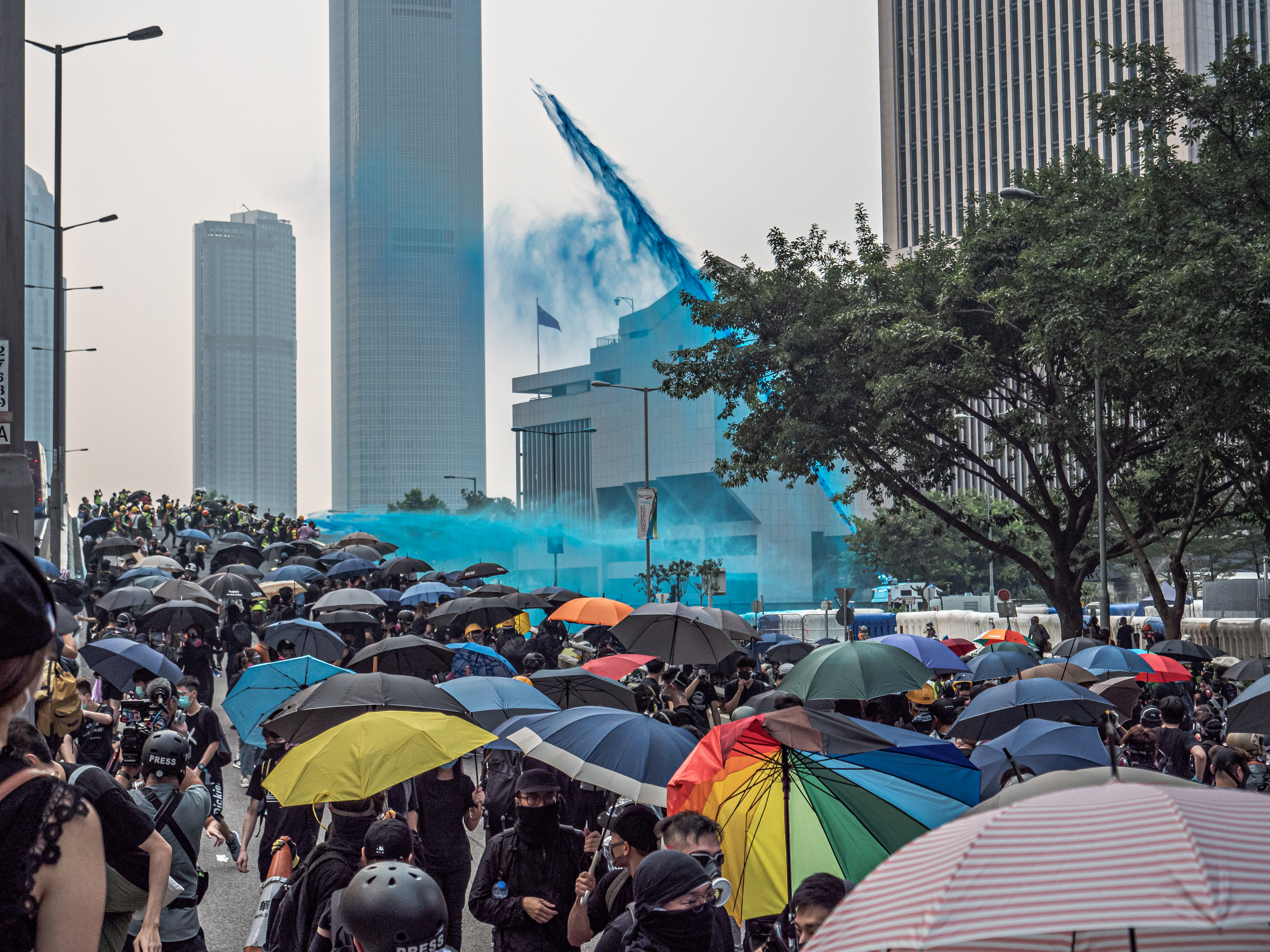
Các xe bắn vòi rồng được triển khai gần Trụ sở Chính phủ Trung ương
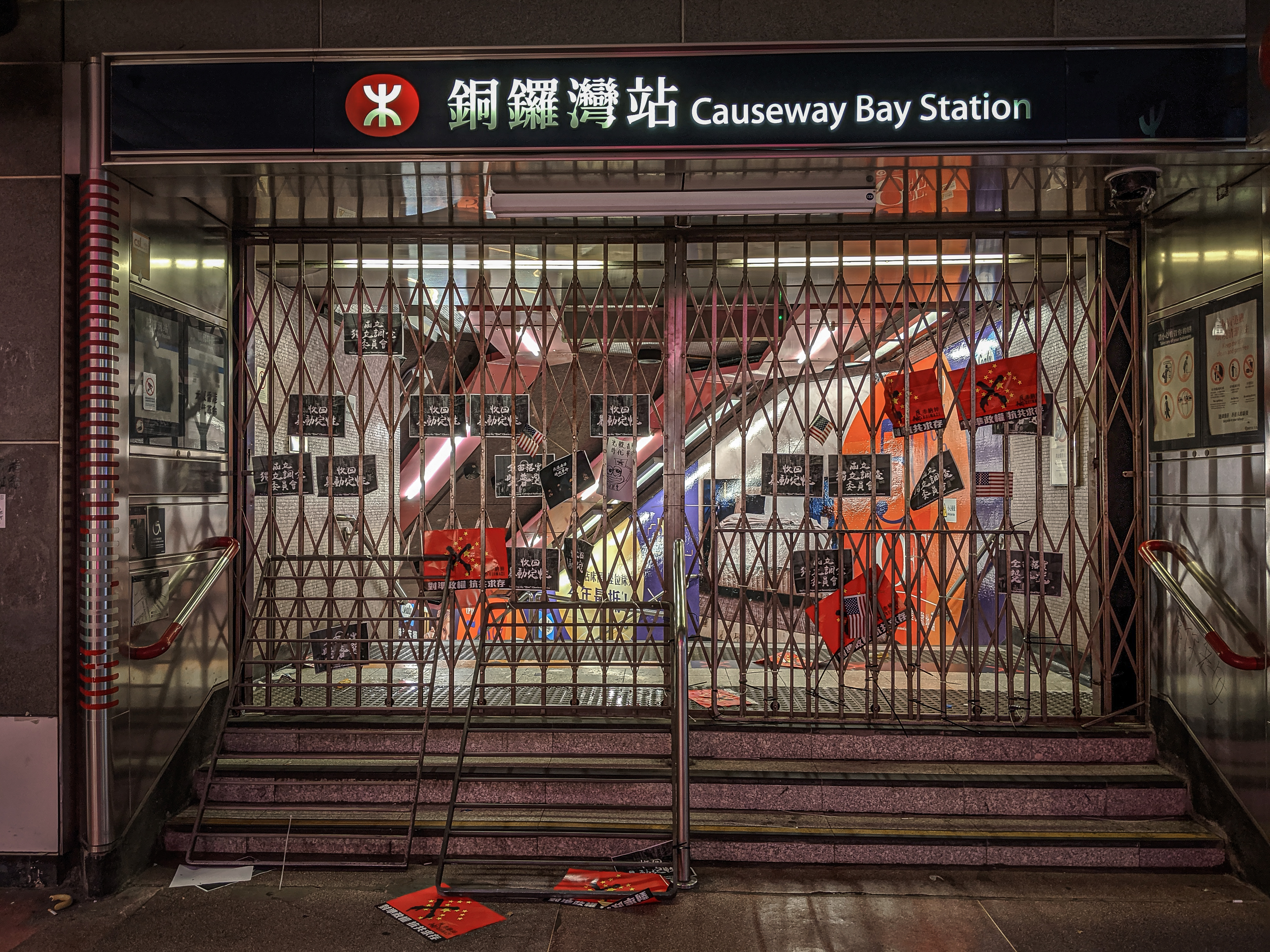
Người biểu tình trát cổng nhà ga Vịnh Đồng La bằng những tấm bảng phản đối ĐCSTQ